# Typ 4 Či-to
Typ 4 Či-to byl japonský tank vyráběný za druhé světové války. Projekt vznikl roku 1944, ovšem vzhledem k nedostatečné kapacitě japonského průmyslu bylo do konce války vyrobeno pouze 6 prototypů, z toho 2 dokončené. K bojovému nasazení nedošlo. Byla zamýšlena i těžší a silnější verze Typ 5 Či-ri, avšak do konce války nebyl dokončen jediný prototyp.